# Lixnaw
Lixnaw (irlandés: Leac Snámha, significado literal "laja nadadora") es un pueblo en el norte del Condado de Kerry, Irlanda. Está localizado cerca del Río Brick, a 11 km al suroeste de Listowel y a 17 km al noreste de Tralee.

## Historia
Lixnaw fue alguna vez la sede de la familia Fitzmaurice, Condes de Kerry. En 1320, Nicolas, el tercer barón de Lixnaw, levantó el Castillo de Lixnaw, construyó el puente viejo, y mejoró el pueblo. En 1600, Sir Chas. Wilmot y sus huestes acuartelaron el castillo y lo establecieron como su centro de operaciones. Fue posteriormente reconquistado por Lord Kerry, quién confió su defensa a su hermano Gerald, que fue finalmente forzado a rendir el castillo debido a la escasez de agua. Hoy en día, no queda nada del Castillo de Lixnaw. Un punto interesante sobre los Condes de Kerry es que uno de sus descendientes, William Petty, 2.º Conde de Shelburne, quien nació en Dublín, pero fue criado en gran medida en Lixnaw (excepto cuando estaba en Eton), fue nombrado primer ministro Británico de Gran Bretaña en 1782. Más tarde, la carretera Lansdowne, fue nombrado en su nombre y se convirtió en el nombre común para ese gran estadio de rugby en Dublín. 
Lixnaw está situado cerca el Río Brick, sobre el qué  había originalmente dos puentes de piedra, de los cuales el pueblo recibe su nombre.

## Lugares de interés
El Monumento a la memoria de la Guerra de Corea se erigió para honrar los soldados irlandeses que murieron en la Guerra de Corea . Un total de veintinueve irlandeses murieron mientras cumplían el servicio militar obligatorio en el Ejército de EE. UU. bajo la bandera de la ONU de 1950 a 1953. El monumento tiene la forma de un arco de piedra, de 12 pies (3,7 metros) de alto y 17 pies (5,2 metros) de ancho, con tres losas de granito en qué están inscritos los 35 nombres, direcciones y fechas de fallecimiento. Debido al intrincado diseño de Lixnaw, este monumento ha demostrado ser muy difícil de encontrar, incluso para los lugareños. 
La Iglesia de San Miguel es una iglesia católica diseñada por el arquitecto irlandés J.J. McCarthy, pero más normanda que celta en su diseño, debido a que la nave está flanqueada con pasillos que se abren hacia afuera mediante soportales de robustos arcos redondos. El interior ha sido modernizado.
El Pozo Bendito de San Miguel cuenta con una estatua que representa a San Miguel derrotando a Satanás.

## Transporte
La estación de ferrocarril de Lixnaw abrió el 20 de diciembre de 1880, se cerró para el tráfico de pasajero el 4 de febrero de 1963, se cerró para el tráfico de mercancías el 2 de diciembre de 1974, y finalmente se cerró por completo el 11 de junio de 1983.

## Deportes
El local GAA club, Lixnaw GAA, ha ganado el Campeonato de Hurling Sénior de Kerry en ocho ocasiones. Entre los jugadores bien conocidos de Lixnaw se incluyen Paul Galvin y Éamonn Fitzmaurice.